# ميغومي فوجي
ميغومي فوجي (باليابانية: 藤井惠؛ بالكانا: ふじい めぐみ) هي فنانة الدفاع عن النفس يابانية، ولدت في 26 أبريل 1974 في أوكاياما في اليابان.

## وصلات خارجية
- ميغومي فوجي على موقع بيلاتور (الإنجليزية)
- ميغومي فوجي على موقع شيردوغ (الإنجليزية)
- ميغومي فوجي على موقع IMDb (الإنجليزية)